# Ортис, Джордж
Джордж Ортис  (англ. George Ortiz, 10 мая 1927, Париж — 8 октября 2013, Женева, Швейцария) — коллекционер произведений древнего искусства, родом из Боливии. Его собрание древней скульптуры и изделий художественных ремёсел считается одной из «лучших коллекций древностей в частных руках».

## Биография
Отец Джорджа Ортиса, Хорхе Ортис Линарес Ортис состоял послом Боливии во Франции; мать, Грациелла была дочерью боливийского оловодобывающего магната Саймона И. Патиньо. Джордж Ортис учился во Франции, Великобритании и США. Изучал историю, социологию и философию. Увлекался социалистическими идеями. В 1949 году совершил поездку в Грецию, где был впечатлён искусством архаического периода. Изучать историю античной культуры и произведения искусства в музеях он начал по возвращении в Париж в следующем году.

## Коллекция
Коллекция Джорджа Ортиса, начало которой было положено в 1952 году, представляет собой уникальное собрание шедевров искусства, которое до начала его собирательской деятельности не привлекало особого внимания историков, критиков и публики. Поэтому экспонаты подобного рода не часто встречаются в собраниях знаменитых музеев мира. Как и другой известный коллекционер, Джованни Барракко, Джордж Ортис подбирал произведения согласно своему вкусу и чутью коллекционера. Ортис был выдающимся знатоком и человеком, обладавшим редким даром: чутьём подлинности и истинной ценности. Поэтому и его собрание носит индивидуальный характер, оно представляет архаическое искусство Греции и других стран в той же мере, в какой и знакомит с личностью коллекционера.
В молодости Ортис увлекался изучением религиозной философии, и этот факт во многом сформировал его отношение к искусству. В предисловии к проспекту выставки своей коллекции в Санкт-Петербургском Эрмитаже Ортис написал: «В конце лета 1949 года я приехал в Грецию и там нашёл то, что искал. Озаривший меня свет был светом истины, и мерилом всех вещей был человек. Греческое же искусство источало тот самый дух, который гораздо позднее стал олицетворять для меня духовное рождение человека, понимаемое в том же смысле, в каком можно считать, что его физическое рождение произошло в Восточной Африке около двух миллионов лет назад… Я убеждён, — писал далее Ортис, — что мы имеем дело с духовным рождением всего человечества, и что Западу посчастливилось воспользоваться его плодами лишь потому, что оно произошло именно в этом географическом регионе».
В собрании Ортиса находится более пятисот произведений скульптуры из камня, керамики, серебра, золота, бронзы Древней Греции, Месопотамии, Византии, Индии, Китая, Африки, Океании. 280 шедевров из коллекции Дж. Ортиса экспонировались в 1993 году на выставке в Эрмитаже (Санкт-Петербург), Музее изобразительных искусств им. А. С. Пушкина (Москва), Королевской академии (Лондон) и Старом музее (Берлин). По материалам выставки 12 апреля 1993 года в Государственном Эрмитаже в рамках Эрмитажных чтений состоялась научная конференция. Был выпущен каталог: «Коллекция Джорджа Ортиса. Древности от Ура до Византии».

## Критика
Ортиса критиковали за то, что он не указывал происхождение, место и способ приобретения своих экспонатов. Поэтому некоторые учёные сомневались в подлинности отдельных вещей.
В 1961 году коллекционера обвинили в незаконном приобретении вещей. В 1976 году он был осуждён на небольшой срок, но после этого Ортис стал активно выступать против конвенций ЮНЕСКО 1970 года и УНИДРУА (Международного института унификации частного права) 1995 года, ограничивающих вывоз культурных ценностей из разных стран.
В 1978 году Ортис продал часть предметов своего собрания через аукцион Сотби, чтобы вернуть два миллиона долларов, которые он заплатил годом ранее в качестве выкупа после похищения дочери. В продаже были вещи из Африки и Океании, после этого суд Новой Зеландии заявил, что Ортис нарушил закон в отношении вывоза национальных сокровищ. После нескольких лет переговоров, судебных тяжб и смерти Ортиса в 2013 году отдельные вещи были выкуплены правительством Новой Зеландии за 4,5 миллиона новозеландских долларов, а в марте 2014 года они были переданы на хранение в музей Пек Арики (Puke Ariki Museum) в Нью-Плимуте (Новая Зеландия).